# Baltic (paquebot de 1904)
Pour les articles homonymes, voir Baltic.
Le Baltic est un paquebot britannique mis en service pour la White Star Line en 1904. Il appartient à une série de paquebots construits entre 1901 et 1907 pour la compagnie, les Big Four, avec le Celtic, le Cedric et l'Adriatic. À sa mise en service, il est le plus grand paquebot jamais construit, ayant été retouché durant sa construction dans les chantiers Harland & Wolff de Belfast afin de surpasser ses prédécesseurs.
Durant sa carrière civile, il sert entre Liverpool et New York. Victime de plusieurs incidents mineurs durant sa carrière, il s'illustre surtout en 1909 lorsqu'il vient au secours du Republic et du Florida entrés en collision. Le sauvetage de la totalité des passagers par le Baltic attire l'attention sur le rôle important que peut jouer la télégraphie sans fil naissante pour assurer la sécurité en mer. En avril 1912, le Baltic capte également les signaux de détresse du Titanic, mais se trouve trop loin pour intervenir durant son naufrage.
Durant la Première Guerre mondiale, le Baltic transporte des troupes de 1915 à 1918. Il survit à une tentative de torpillage et transporte les premières troupes américaines en Europe, ayant notamment à son bord John Pershing. Après guerre, le navire continue son service commercial durant les années 1920. Devenu trop ancien, il est finalement remplacé en 1932 et envoyé à la casse l'année suivante, après près de trente ans de carrière.

## Histoire

### Conception et construction

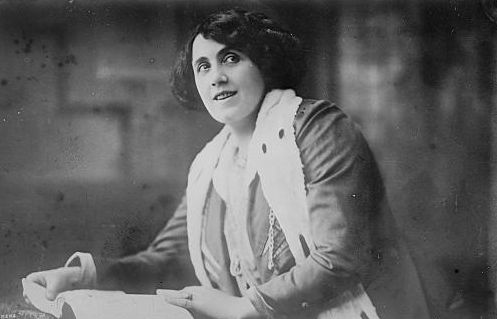
L'actrice Julia Neilson aurait baptisé le Baltic, chose exceptionnelle selon la politique de la compagnie qui évitait ces cérémonies.

À la fin des années 1890 et peu avant sa mort, Thomas Henry Ismay, président de la White Star Line, a initié un changement de politique consistant à abandonner la course à la vitesse pour se focaliser sur des navires plus lents mais plus imposants, compensant la perte de vitesse par de grandes économies, un confort accru et une meilleure capacité de transport. Cette initiative donne lieu, en 1901, à la mise en service d'une première unité, le Celtic, suivi deux ans plus tard par le Cedric. Lors du lancement de ce dernier, un troisième navire est tout juste mis en construction dans les chantiers Harland & Wolff de Belfast : le Baltic (le quatuor devant être complété en 1907 par l'Adriatic). C'est le deuxième navire à porter ce nom (en référence à la mer Baltique) au sein de la flotte de la compagnie, le premier ayant été l'un de ses tout premiers paquebots, dans les années 1870.
Le Baltic devait à l'origine avoir la même taille que ses deux prédécesseurs, mais assez rapidement, la compagnie décide que ce navire construit sous le numéro 352 doit être à son lancement le plus gros jamais construit ; ce qui nécessite de l'agrandir. La chose n'est pas aisée, la coque ayant déjà été ébauchée ; le navire est néanmoins coupé en deux et la partie arrière reculée de près de six mètres pour laisser la place à un ajout. Ceci accroît finalement son tonnage de près de 3 000 tonneaux, donnant plus d'espace aux passagers.
Le paquebot est lancé le 21 novembre 1903 ; l'Illustrated London rapporte que le Baltic a été baptisé par l'actrice Julia Neilson, chose étonnante dans la mesure où la White Star ne livrait généralement pas ses navires à cette cérémonie. Terminé au printemps suivant, le paquebot gagne Liverpool le 23 juin 1904 pour être remis à ses propriétaires.

### Un début de carrière émaillé d'incidents

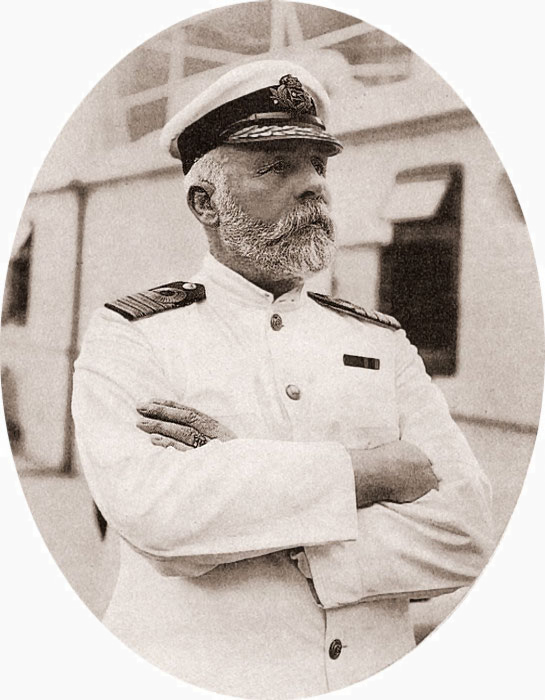
Edward Smith est le premier capitaine du Baltic.

Le Baltic effectue son voyage inaugural le 29 juin 1904 entre Liverpool et New York, sous le commandement d'Edward Smith. Il est alors le plus gros paquebot du monde. Cependant, les modifications faites à sa structure durant sa conception posent un problème : les machines n'ont en effet pas été changées en conséquence, et le navire peine à maintenir la vitesse de service requise pour assurer des rotations régulières. Il subit donc rapidement des modifications de ce point de vue, mais reste durant sa carrière plus lent que ses jumeaux.
Le Baltic reste sur la ligne de Liverpool à New York durant les années qui suivent, et se révèle plus populaire auprès de la clientèle que ses compagnons de route, vraisemblablement grâce à ses installations plus spacieuses. Ses premières années sont cependant émaillées d'incidents. Ainsi, en mai 1905, il est retenu six heures par une panne de machines. Plus grave, le 3 novembre 1906, un incendie se déclare dans une de ses cales. Il est maitrisé, mais l'eau et le feu détruisent plus de 600 balles de coton. Le 13 avril 1907, il heurte et coule une barge chargée de charbon en plein port de New York, et en août 1908, un incendie se déclare dans ses cales durant une escale à New York, causant pour 10 000 dollars de dégâts. Le 30 juin 1910, il heurte le pétrolier Standard de la German-American Petroleum Company : deux trous sont percés dans la coque du Baltic dont une cale est inondée, tandis qu'un marin du pétrolier, sévèrement blessé, est transféré à bord du paquebot par canot pour y être opéré. Finalement, le Standard prend feu quelques jours plus tard en arrivant à Copenhague, avec 1 000 000 gallons de pétrole à bord, ce qui cause sa destruction.
À partir de 1907, le Baltic assure avec le Celtic, le Cedric et l'Arabic un service secondaire au départ de Liverpool les jeudi, en complément du service principal et rapide désormais installé à Southampton.

### Sauveteur du Republic et témoin du naufrage du Titanic

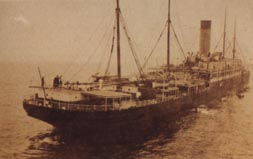
Le Baltic est le premier navire arrivé sur les lieux du naufrage du Republic. Il vit ici ses derniers instants, le capitaine et des membres d'équipage se tenant néanmoins encore sur sa poupe.

Le 23 janvier 1909, le paquebot Republic de la White Star heurte le paquebot italien Florida au large des côtes américaines et est sévèrement endommagé par le choc. Son opérateur radio, Jack Binns, s'empresse de télégraphier un CQD, signal de détresse en usage à l'époque pour les stations de la société Marconi. Le signal est capté par l'opérateur radio du Baltic, Tattersall, vers six heures du matin. Le paquebot se trouvant à 64 miles du lieu de la collision fait demi tour pour porter secours aux naufragés. Dans l'attente, les passagers du Republic sont évacués à bord du Florida, moins endommagé, et seule une partie de l'équipage, notamment le capitaine Sealby, reste à bord, espérant encore pouvoir faire remorquer le paquebot par un autre navire afin de l'échouer.
Un brouillard épais sévissant dans la zone, le Baltic est obligé de chercher le Republic en parcourant méthodiquement les lieux. Le capitaine J.B. Ranson estime avoir ainsi parcouru 200 miles en zigzaguant dans la région. À force d'utilisation de fusées et de bombes, les deux navires finissent par se trouver vers 19 heures. Le Florida étant à son tour en mauvaise posture, les passagers sont à nouveau transférés, cette fois sur le Baltic, sans que l'on dénombre de pertes malgré la complexité de l'opération en pleine nuit et dans le brouillard. Le Republic coule finalement vers vingt heures le lendemain, le capitaine étant resté à son bord avec un officier avant d'être récupérés par un autre des navires arrivés dans les environs. On ne compte que cinq victimes, tuées lors de la collision. C'est la première fois que la télégraphie sans fil joue un rôle prépondérant dans le sauvetage de vies en mer. Durant le voyage du retour, la T.S.F. continue à remplir un grand rôle en permettant la transmission des nouvelles, jusqu'à ce que l'opérateur Tattersall tombe de fatigue après cinquante-deux heures de veille continue. Le Baltic et les rescapés sont accueillis par une importante foule à leur arrivée à New York, que le Florida regagne également par ses propres moyens. Les passagers du Baltic décident pour leur part de se cotiser afin d'offrir des médailles commémoratives aux trois capitaines, ainsi qu'à l'opérateur Jack Binns.
Trois ans plus tard, le Baltic est impliqué dans un autre célèbre naufrage touchant la White Star. Le 14 avril 1912, il transmet en effet au Titanic le signalement d'un iceberg provenant du vapeur grec Athenai. Ceci ne suffit pas à éviter une collision et le naufrage du paquebot le soir même. Le Baltic reçoit alors le SOS du Titanic par l'intermédiaire du Caronia et se déroute pendant neuf heures pour tenter de venir à son secours. Il se trouve cependant trop loin pour être d'une quelconque aide. Dans les temps qui suivent, le paquebot est, comme tous les autres navires de la compagnie, pourvu de canots de sauvetage supplémentaires pour tenir compte des leçons du naufrage.

### Première Guerre mondiale

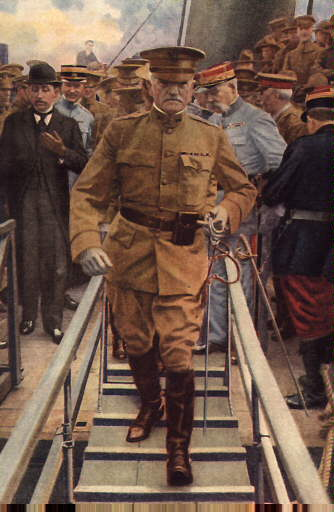
John Pershing et les premières troupes américaines sont arrivées en France à bord du Baltic.

Lorsque la Première Guerre mondiale éclate, le Baltic continue à assurer son service classique, tout comme l'Adriatic qui a rejoint les Big Four sur la ligne de Liverpool. Rejoints par le Lapland, le Zeeland et le Vaderland de la Red Star Line (les deux derniers étant rapidement renommés Northland et Southland), ils assurent le seul service transatlantique de la compagnie, entre Liverpool et New York tandis que de nombreux autres navires sont réquisitionnés, à commencer par le Celtic et le Cedric, convertis en croiseurs auxiliaires. Durant ce service, le Baltic heurte le vapeur Comal à la sortie du canal d'Ambrose, le 19 novembre 1914.
À partir de 1915, le Baltic est à son tour réquisitionné pour servir de transport de troupes dans le cadre du Liner Requisition Scheme. Le 26 avril 1917, il est attaqué par le sous-marin allemand UC-66 qui tente sans succès de le torpiller : les deux bâtiments s'engagent dans une poursuite de deux jours, dont le Baltic sort indemne. Le 28 mai suivant, le Baltic est choisi pour transporter les premières troupes américaines ainsi que l’état-major, en particulier John Pershing. En référence à cet événement, une plaque commémorative est ensuite installée dans le hall principal du paquebot.
Durant la guerre, il transporte également de grandes quantités de pétrole dans ses soutes et son double fond. Durant les dix premiers mois de 1918, il fait venir en France 32 000 soldats canadiens. Finalement, le navire cesse son service militaire le 12 décembre de la même année pour reprendre son service civil.

### Après guerre

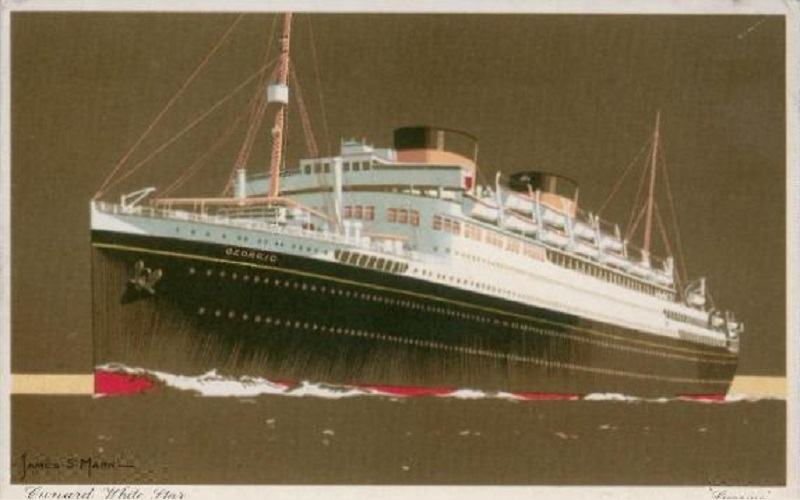
L'entrée en service du Georgic entraine le retrait et la démolition du Baltic.

De retour sur la ligne de Liverpool à New York fin 1918, le Baltic subit une refonte en 1921. Le nombre de migrants traversant l'Atlantique étant inférieur à celui d'avant la guerre, la capacité de la troisième classe du paquebot passe de 1 800 à 1 166 passagers. À partir de 1922, l'Adriatic est de retour sur la ligne, réunissant les Big Four sur le service secondaire lent de la White Star Line. Toutes les deux semaines, les paquebots font une escale supplémentaire à Boston. En 1924, les chaudières du Baltic sont remplacées par des modèles plus récents. Quelque temps plus tard, le 8 octobre, alors qu'il est à quai à New York, il est heurté par le Finland entraîné par la marée ; les deux navires ne sont que superficiellement endommagés.
En 1926, le Baltic est le premier navire britannique à voir son équipe remporter le tournoi de football de l'Atlantique, qui oppose les équipages des grands paquebots de l'époque. L'année suivante, le navire est modernisé et converti en navire de « classe cabine », offrant des tarifs plus modestes ; ses jumeaux subissant la même opération l'année suivante. Dans le cas du Celtic, l'opération est de courte durée puisqu'il s'échoue au large de Cobh fin 1928. Le 6 décembre 1929, le Baltic porte pour sa part secours à un nouveau navire naufragé, la goélette Northern Light, au large de Terre-Neuve. Le mois suivant, il connaît un incident lorsqu'une vague le projette contre un quai à Liverpool, endommageant une hélice : il faut neuf heures à des plongeurs pour réparer les dégâts.
Au début des années 1930, cependant, la White Star connaît une période de crise interne renforcée par la Grande dépression. En 1930, un nouveau navire a rejoint la flotte de la compagnie, le Britannic, qui remporte un franc succès : les navires les plus anciens sont de fait moins utiles, et le Cedric part à la casse fin 1931. L'arrivée en 1932 du Georgic scelle le sort du Baltic, qui effectue sa dernière traversée le 17 septembre de la même année. Vendu à des démolisseurs japonais début 1933 avec le Megantic pour 33 000 livres sterling, le paquebot quitte Liverpool pour Osaka le 17 février 1933, sous le commandement du capitaine Corfe, afin d'y être démantelé.

## Caractéristiques

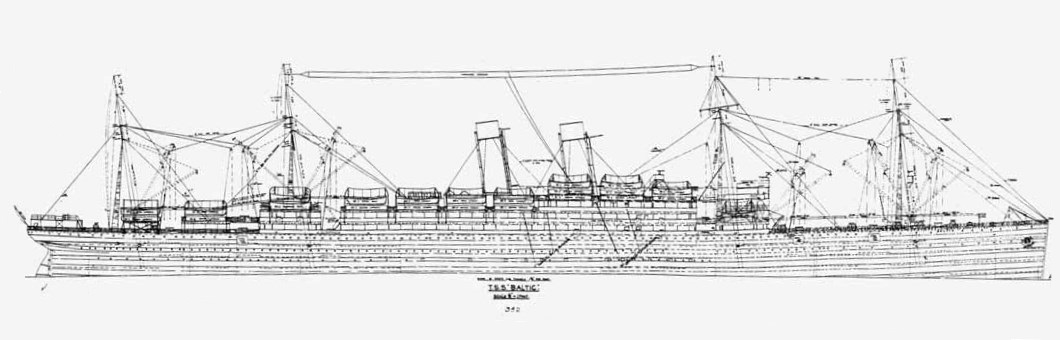
Croquis représentant le profil du Baltic.

Version agrandie du Celtic et du Cedric, le Baltic est, à sa mise en service, le plus grand paquebot du monde, avec 23 884 tonneaux de jauge brute, 222,2 mètres de long hors tout sur 23 de large et 16 de tirant d'eau. Sa coque est noire rehaussée d'une superstructure blanche, et ses cheminées sont de couleur ocre brun surmonté d'une manchette noire, les couleurs de la White Star Line. Il possède également quatre mâts, le premier portant le nid de pie, les suivants servant de support aux câbles de la TSF. Le navire comporte quatre ponts continus ainsi qu'un pont supérieur et plusieurs superstructures.
Propulsé par deux hélices actionnées par des machines à vapeur à triple expansion de 8 cylindres, le navire peut naviguer à une vitesse moyenne de 16 nœuds, et atteindre une vitesse maximale de 17 nœuds. Ses machines développaient initialement une puissance de 14 000 ihp, montée à 15 000 après une amélioration des machines pour permettre au navire de tenir les mêmes vitesses que ses prédécesseurs malgré sa taille supérieure. Sa consommation de charbon est également légèrement supérieure à celle du Celtic et du Cedric, à 280 tonnes par jour au lieu de 260. Il est alimenté en électricité et est pourvu de lumières électriques et d'installations réfrigérantes.
Le Baltic dispose de somptueuses installations, à l'image de sa salle à manger surmontée d'une verrière, et de son fumoir décoré de vitraux. Il dispose également d'un salon, ainsi que d'un salon de lecture et d'écriture, d'un café véranda et d'un pont promenade. Les installations de seconde classe sont également plus spacieuses que dans d'autres navires contemporains. Légèrement plus spacieux que ses prédécesseurs, il est également populaire. Il peut transporter 420 passagers de première classe, 500 de deuxième et 1 800 de troisième, ce qui marque également une évolution, les classes supérieures ayant une plus grande capacité que sur le Celtic et le Cedric tandis que la troisième se voit réduite.
En 1921, le Baltic est refondu, et sa capacité de troisième classe réduite à 1 166 personnes. En 1927, il est réorganisé, pour transporter 393 passagers de classe cabine, 339 de classe touriste et 1 150 de troisième. Le navire accueille également un équipage de 560 membres.